# Cristóbal Saavedra Corvalán
Cristóbal Saavedra Corvalán (* 1. August 1990 in Viña del Mar) ist ein ehemaliger chilenischer Tennisspieler.

## Karriere
Cristóbal Saavedra Corvalán spielte auf der ITF Junior Tour bereits Tennis, wo er Anfang 2008 mit Platz 20 seine beste Platzierung in der Junior-Rangliste erreichen konnte.
Ab 2007 spielte er erste Turniere auf der drittklassigen ITF Future Tour, auf der er die ersten Jahre ausschließlich in Südamerika unterwegs war. 2008 und 2009 gewann er im Doppel die ersten Future-Titel. Seinen ersten Sieg auf der höher dotierten ATP Challenger Tour fuhr er in Santiago de Chile gegen Sebastián Decoud ein. Einen Monat später im November 2009 konnte der Chilene beim Challenger in Lima aus der Qualifikation heraus fünf Matches in Folge gewinnen und das Halbfinale erreichen – sein bestes Resultat seiner Karriere. Im Doppel stand er mit seinem Landsmann Guillermo Rivera Aránguiz zudem im Finale des Doppels. Das Jahr beendete er damit jeweils innerhalb der Top 450 der Weltrangliste. Im Jahr 2010 bekam Saavedra Corvalán für sein Heimturnier in Santiago eine Wildcard für das Hauptfeld im Einzel, wodurch er zu seinem Debüt auf der ATP Tour kam. Gegen seinen Landsmann Paul Capdeville verlor er in drei Sätzen zum Auftakt. Mitte des Jahres wurde er das bislang einzige Mal in die chilenische Davis-Cup-Mannschaft berufen. Er verlor sein Match gegen Ivo Minář aus Tschechien im Viertelfinale der Weltgruppe. Im weiteren Jahresverlauf spielte er hauptsächlich Futures, von denen er im Einzel die ersten beiden gewann. Dennoch verlor er in der Weltrangliste etwa 100 Plätze im Vergleich zu Vorjahr. 2011 gewann er drei Titel, doch schaffte weiterhin nicht den permanenten Sprung zur Challenger Tour. Im Doppel stand er mit Rivera Aránguiz in Santiago abermals in einem Challenger-Finale, wo er wieder verlor. Im Einzel mit Platz 284 sowie im Doppel mit Rang 230 war er gegen Ende 2011 jeweils am höchsten in seiner Karriere notiert.
In den folgenden Jahren von 2012 bis 2015 gewann Saavedra Corvalán einen Future-Titel im Einzel pro Jahr, wodurch er die meiste Zeit zwischen Rang 300 und 450 rangierte und nur sehr selten Challengers spielen konnte. Ab 2015 verlor er weiter an Boden und fiel aus den Top 600. Neben seinen 9 Futures im Einzel, hat er stetig im Doppel Turniere gewonnen, sodass er dort bis 2016 meistens noch in den Top 400 geführt wurde. Neben 30 Titeln im Doppel erreichte er 2012 in Sibiu noch ein drittes Mal ein Challenger-Finale an der Seite von Alexandru-Daniel Carpen, der später für Spielmanipulation gesperrt wurde. 2017 wurde Cristóbal Saavedra Corvalán zuletzt in der Weltrangliste geführt. Insgesamt gewann er 10 Matches bei Challengers und keines mehr seit 2012. Ab April 2020 ist er wieder spielberechtigt.
Nach seiner Sperre nahm er nur an zwei weiteren Turnieren teil.

## Vorwurf der Spielmanipulation
Saavedra Corvalán wurde provisorisch im Oktober 2017 von der Tennis Integrity Unit vom Turnierbetrieb suspendiert. Anfang 2019 wurde schließlich das Urteil gefällt, dass der Chilene bis April 2020 gesperrt bleiben wird und 8.000 US-Dollar zahlen muss. Grund dafür waren einige verdächtige Spiele, die auf Spielmanipulation hindeuteten, sowie die fehlende Kooperation mit den Behörden.